# Teoria de cordes
1. Matèria.
2. Estructura molecular.
3. Àtoms.
4. Electrons.
5. Quarks (protons i neutrons).
6. cordes.

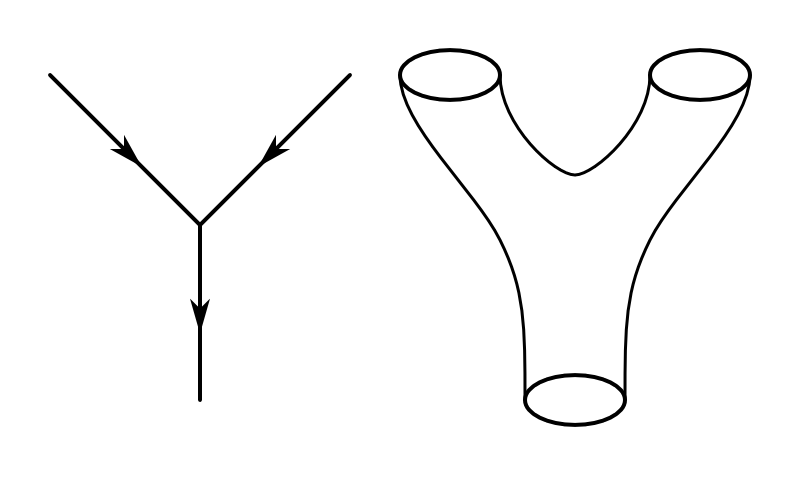
Com són les interaccions en el món subatòmic?: línies espai-temps com les partícules subatòmiques al model estàndard (esquerra) o corda tancada sense extrems i en forma de cercle com afirma la teoria de cordes (dreta).

Nivells d'augment de la matèria:
- Matèria.
- Estructura molecular.
- Àtoms.
- Electrons.
- Quarks (protons i neutrons).
- cordes.

La teoria de cordes és una proposta de descripció quàntica unificada de totes les interaccions, incloent-hi la gravetat, que considera que els constituents fonamentals de la matèria no són partícules puntuals sinó objectes unidimensionals (cordes).
La idea bàsica és que els components fonamentals del món físic són cordes d'una longitud de l'ordre de la longitud de Planck (10-35 m) que vibren a freqüències de ressonància. La tensió que haurien de tenir aquestes cordes (8,9·1042 N) és al voltant de 1041 vegades la tensió d'una corda de piano habitual (735 N). Per exemple, la teoria prediu que el gravitó (la proposada partícula transmissora de la força gravitacional) és una corda amb amplitud zero. Una altra idea clau proporcionada per la teoria és que no hi ha cap diferència perceptible entre cordes que es caragolen al voltant de dimensions més petites que les seves i les que es mouen en dimensions més grans (és a dir, els efectes en una dimensió de magnitud R igualen els de magnitud 1/R).
La teoria de supercordes és una versió de la teoria de cordes estàndard que inclou els fermions (cosa que l'estàndard no feia) i incorpora la supersimetria (una simetria de les partícules fonamentals que relaciona bosons i fermions). Un aspecte destacable d'aquesta versió és que, per tal que la descripció de la natura sigui consistent, es necessita que l'espaitemps tingui 10 dimensions, en lloc de les 4 dimensions observades (tres d'espacials i una de temporal). Hom generalment suposa que, de les 10 dimensions, n'hi ha 6 que es troben caragolades (compactificades) en escales properes a la longitud de Planck, i per aquest motiu no es poden percebre.
Aquesta teoria o, més ben dit, teories (vegeu més endavant), és una solució possible al problema de la gravetat quàntica (és a dir, una descripció quàntica de la gravetat) i, a més de la gravetat, pot descriure de manera natural les altres forces de la natura (força electrofeble i força forta). Les teories de supercordes inclouen els fermions i incorporen la supersimetria. No se sap encara si la teoria és capaç de descriure un univers amb la quantitat precisa de forces i matèria que observem, ni quanta llibertat la teoria dona per escollir aquests detalls. La teoria de cordes (i menys les seves ampliacions, com la teoria M) encara no ha fet prediccions falsables que permetin comprovar-la experimentalment, encara que alguns aspectes especials de la teoria són accessibles a observacions i experiments.

## Desenvolupaments posteriors
Després de la introducció de la teoria de cordes, es va considerar la conveniència d'introduir el principi que la teoria fos supersimètrica; és a dir, que admetés una simetria abstracta que relacionés fermions i bosons. Actualment la majoria de teòrics de cordes treballen en teories supersimètriques; per això la teoria de cordes actualment es diu teoria de supercordes. Aquesta darrera teoria és bàsicament una teoria de cordes supersimètrica; és a dir, que és invariant sota transformacions de supersimetria.
Actualment, hi ha cinc teories de supercordes relacionades amb les cinc maneres que es coneixen d'implementar la supersimetria en el model de cordes. Encara que aquesta multiplicitat de teories va desconcertar els especialistes durant més d'una dècada, el saber convencional actual suggereix que les cinc teories són casos límits d'una teoria única sobre un espai de 10 dimensions (les tres de l'espai i una temporal serien les 4 que ja coneixem més sis addicionals més resabiades o compactades) i una que les engloba formant membranes de les quals es podria escapar part de la gravetat d'elles en forma de gravitons. Aquesta teoria única, anomenada teoria M, de la qual només se'n coneixerien alguns aspectes, va ser conjecturada el 1995.

## 5 teories de cordes diferents
Inicialment, la teoria de cordes es referia a la teoria de cordes bosònica (de 26 dimensions i que només inclou bosons), creada durant la dècada de 1960. Actualment, però, el terme s'aplica a qualsevol de les 5 teories de cordes que inclouen fermions i supersimetria (les supercordes, de 10 dimensions). Com a resultat dels treballs en la teoria de cordes, cap als anys 1990, semblava clar que hi havia 5 versions diferents de la teoria de cordes (o supercordes) consistents, però aparentment incompatibles entre si. Les 5 teories difereixen en el tipus de cordes que permeten i en com implementen la supersimetria.
Són les següents:
- Tipus I: les cordes no tenen orientació (qualsevol de les dues orientacions és equivalent) i considera cordes tancades i obertes.
- Tipus II A: presenta la màxima supersimetria (32 supercàrregues) en deu dimensions. Les cordes són tancades i orientades i presenta simetria quiral (esquerra-dreta).
- Tipus II B: igual que l'anterior, però sense simetria quiral.
- Heteròtica SO(32): com que les excitacions de les cordes levògires i dextrògires són quasi independents, es pot construir una teoria en què les excitacions levògires "creguin" ser en una corda bosònica de 26 dimensions i les dextrògires en una supercorda de 10 dimensions. Les 16 dimensions de diferència es poden compactificar i hi ha dues possibilitats per a fer-ho: l'una dona lloc al SO(32). Les cordes són tancades.
- Heteròtica E₈×E₈: l'altra possibilitat de compactificar les 16 dimensions de diferència entre excitacions levògires i dextrògires. Les cordes són tancades.

Tot i que, per a entendre els detalls d'aquestes teories, cal un nivell considerable de coneixements matemàtics, algunes propietats es poden entendre de manera intuïtiva. Per exemple, les cordes tenen tensió (de manera semblant a les cordes normals del món macroscòpic) i aquesta tensió n'és un paràmetre fonamental i està molt relacionada amb la grandària de la corda: si es considera una corda tancada, com més tensió tingui més petit serà el llaç que forma.
El 1995, Edward Witten i d'altres indicaren que, possiblement, la teoria de cordes és, de fet, el límit d'una teoria més general -i en bona part per desenvolupar- d'11 dimensions, anomenada temptativament teoria M. La teoria de cordes seria un límit particular de la teoria M. En la teoria de cordes, es troben no solament cordes sinó també altres objectes no pertorbatius, com ara branes (superfícies de dimensions diverses). La proposta de Witten va desfermar una allau de recerca coneguda com la segona revolució de supercordes.

## Vibració de les cordes
Segons la teoria de cordes, aquests components microscòpics estan constantment en vibració. Aquestes vibracions són diferents en cada corda i aporta a les partícules característiques molt destacades, com per exemple la seva massa.
Una corda que vibra amb més energia serà més pesant que no pas una de més reposada (encara que també vibri), ja que traduïm que més energia és igual a un augment de la massa.

## Èxits i problemes de la teoria de cordes
Alguns dels èxits de la teoria de cordes són:
- Donar una descripció pertorbativa de la gravetat quàntica, unificada amb les altres interaccions.
- Ser una teoria finita, és a dir, no tenir els infinits que apareixen en la teoria quàntica de camps.
- Donar una descripció microscòpica de l'entropia d'un cert tipus de forat negre.

Alguns dels problemes o reptes de la teoria de cordes són: 
- La manca de prediccions susceptibles de falsar. Els resultats de la teoria de cordes es refereixen a les escales de Planck, completament inaccessibles experimentalment avui dia i, per tant, no es poden contrastar en absolut. Hom ha arribat a argumentar que la teoria de cordes no fa cap mena de prediccions i que, per tant, no es pot considerar una teoria científica.
- Manca d'una explicació convincent de per què no s'observen les dimensions que superen les 4 conegudes.
- Manca d'una explicació de per què no s'observa la supersimetria en la natura.
- Manca d'una descripció no pertorbativa de la teoria de cordes, anàloga a la de la relativitat general.

## Controvèrsia sobre la teoria
Encara que la teoria de cordes, segons els seus defensors, pogués arribar a convertir-se en una de les teories físiques més predictives, capaç d'explicar algunes de les propietats més fonamentals de la naturalesa en termes geomètrics, els físics que han treballat en aquest camp fins ara no han pogut fer prediccions concretes amb la precisió necessària per confrontar-les amb dades experimentals. Aquests problemes de predicció es deurien, segons l'autor, al fet que el model no és falsable, i per tant, no és científic, o bé al fet que «la teoria de les supercordes és tan ambiciosa que només pot ser del tot correcta o del tot equivocada. L'únic problema és que les seves matemàtiques són tan noves i tan difícils que durant diverses dècades no sabrem quines són», dit això el 1990. D. Gross, Premi Nobel de Física pel seu treball en el model estàndard, es va convertir en un formidable lluitador de la teoria de cordes, però recentment ha dit: «No sabem de què estem parlant».
| «            | Si els teòrics de cordes s'equivoquen, no es poden equivocar només una mica. Si les noves dimensions i les simetries no existeixen, considerarem els teòrics de cordes uns dels majors fracassats de la ciència (...). La seva història constituirà una llegenda moral de com no fer ciència, de com no permetre que se sobrepassin tant els límits, fins al punt de convertir la conjectura teòrica en fantasia. | » |
| — Lee Smolin | |   |

Altres teories
En 1997, el físic teòric argentí Juan Maldacena va proposar un sorprenent model de l'univers segons el qual la gravetat sorgeix de cordes infinitesimals, primes i vibrants i pot ser "reinterpretada" en termes físics.
Així, aquest món de cordes matemàticament intricat, que existeix en deu dimensions espacials, no seria res més que un holograma: l'acció real es desenvoluparia en un cosmos pla, més simple i en què no hi ha gravetat.
La idea de Maldacena va entusiasmar els físics, entre altres raons perquè resolia aparents inconsistències entre la física quàntica i la teoria de la gravetat d'Einstein. Així, l'argentí va proporcionar als científics una 'pedra Rosetta matemàtica', una 'dualitat', que els permetia resoldre els problemes d'un model que semblaven no tenir resposta a l'altre, i viceversa. Però malgrat la validesa de les seves idees, encara no s'havia aconseguit trobar cap prova rigorosa de la seva teoria.
Segons un article publicat a la revista científica Nature, Yoshifumi Hyakutake, de la Universitat d'Ibaraki (Japó), i els seus col·legues, van proporcionar en dos dels seus estudis, sinó una prova real, almenys una mostra convincent que la conjectura de Maldacena és certa.
En un dels estudis, Hyakutake va calcular l'energia interna d'un forat negre, la posició del seu horitzó de successos (el límit entre el forat negre i la resta de l'univers), la seva entropia i altres propietats sobre les prediccions de la teoria de cordes, així com als efectes de les anomenades 'partícules virtuals' que apareixen contínuament dins i fora de l'existència.
A l'altre, ell i els seus col·laboradors van calcular l'energia interna del corresponent univers de dimensió inferior sense gravetat. Els dos càlculs informàtics coincideixen. "Sembla que és un càlcul correcte", diu Maldacena, alhora que subratlla que les troballes "són una manera interessant de demostrar moltes idees de la gravetat quàntica i la teoria de cordes".
"Numèricament, han confirmat, potser per primera vegada, alguna cosa del que estàvem força segurs, però era encara una conjectura: que la termodinàmica de certs forats negres pot ser reproduïda des d'un univers dimensional inferior", explica Leonard Susskind, físic teòric de la Universitat Stanford, a Califòrnia, qui va ser un dels primers teòrics a explorar la idea d'universos hologràfics.

### Falsacionisme i teoria de cordes
La teoria de cordes o la teoria M podrien no ser falsables, segons els seus crítics. Diversos autors han declarat la seva preocupació que la teoria de cordes no sigui falsable i com a tal, seguint les tesis del filòsof de la ciència Karl Popper, la teoria de cordes seria equivalent a una pseudociència.
El filòsof de la ciència Mario Bunge ha manifestat el següent:
| «                    | * La consistència, la sofisticació i la bellesa mai no són suficients en la investigació científica. - La teoria de cordes és sospitosa (de pseudociència). Sembla científica perquè aborda un problema obert que és alhora important i difícil, el de construir una teoria quàntica de la gravitació. Però la teoria postula que l'espai físic té sis o set dimensions, en lloc de tres, simplement per assegurar consistència matemàtica. Com que aquestes dimensions extra són inobservables, i com que la teoria s'ha resistit a la confirmació experimental durant més de tres dècades, sembla ciència-ficció, o almenys, ciència fallida. - La física de partícules està inflada amb sofisticades teories matemàtiques que postulen l'existència d'entitats estranyes que no interactuen de forma apreciable, o gens ni mica, amb la matèria ordinària, i com a conseqüència, queden fora de perill en ser indetectables. Com que aquestes teories es troben en discrepància amb el conjunt de la Física, i violen el requisit de falsacionisme, poden qualificar-se de pseudocientífiques, fins i tot encara que pul·lulin un quart de segle i se segueixin publicant a les revistes científiques més prestigioses. | » |
| — Mario Bunge, 2006. | |   |

### Impacte de la promoció de la teoria al món acadèmic
Smolin indica que la teoria de cordes s'ha convertit en el principal camí d'exploració de «les grans qüestions de la física» a causa d'una agressiva promoció, considerant que resulta pràcticament un «suïcidi professional» per a qualsevol jove físic teòric no ingressar a les seves files . Exposa a més que «malgrat l'escassa inversió en […] altres camps de recerca, alguns han avançat més que el de la teoria de cordes» i identifica els trets següents en les «comunitats de supercordes»:
1. Tremenda autosuficiència i consciència de pertànyer a una elit.
2. Comunitats monolítiques amb una gran uniformitat d'opinions sobre qüestions obertes, generalment imposades pels quals constitueixen la jerarquia de la comunitat.
3. Sentit d'identificació amb el grup semblant a la pertinença a una comunitat religiosa o partit polític.
4. Sentit de frontera entre el grup i altres experts.
5. Gran desinterès per les idees i persones que no són del grup.
6. Una confiança excessiva a interpretar positivament els resultats i fins i tot acceptar-los exclusivament perquè són creguts per la majoria.
7. Una manca de percepció del risc que comporta una nova teoria.